# Abraxas cupreofasciata
Abraxas cupreofasciata är en fjärilsart som beskrevs av Rayner 1909. Abraxas cupreofasciata ingår i släktet Abraxas och familjen mätare. Inga underarter finns listade i Catalogue of Life.